# Non, je ne regrette rien
Non, je ne regrette rien ([nɔ̃ ʒə nə ʁəɡʁɛt ʁjɛ̃], tłum. „Nie, niczego nie żałuję”) – francuska piosenka skomponowana przez Charlesa Dumonta, do której słowa napisał Michel Vaucaire. Powstała w 1956 roku, a pierwsza wersja utworu, wydana w 1961 roku, została nagrana przez Édith Piaf.
Piosenka w wykonaniu Piaf notowana była przez 7 tygodni (styczeń – czerwiec 1961) na 1. pozycji francuskiego zestawienia uwzględniającego sprzedaż płyt i emisję w rozgłośniach radiowych (IFOP). Mimo że utwór „Non, je ne regrette rien” wszedł do repertuaru Piaf trzy lata przed śmiercią wykonawczyni, piosenkarka jest identyfikowana właśnie z tą piosenką, która jest jednocześnie uznawana za jej epitafium. Utwór stał się światowym symbolem chanson française (francuskiej muzyki popularnej).
Piosenkę również nagrali muzycy: Shirley Bassey (1965), Duke Ellington and His Orchestra (ang. No Regrets, 1962), Elaine Paige (1994), Johnny Hallyday (2000), Patricia Kaas (2012), Mireille Mathieu (niem. Nein, es tut mir nicht leid, 1985). Swoją aranżację utworu nagrał też niemiecki zespół heavymetalowy Rammstein. W 2011 roku wydany został album Od Piaf do Garou Michała Bajora, na którym znalazła się jego aranżacja piosenki.

## Historia piosenki
Vaucaire zatytułował ją pierwotnie „Non, je ne trouverai rien” (tłum. „Nie, nic nie znajdę”), planując przekazać ją Rosalie Dubois. Zmienił jednak zdanie i postanowił włączyć utwór do repertuaru Piaf, po czym zmienił część tytułu na regrette. Ta modyfikacja tekstu miała związek z jego świadomością, jak wielu rzeczy musiała żałować. Kiedy Dumont skomponował tę piosenkę, nie miała ona tytułu (w jego zamierzeniu miała się stać patriotycznym hymnem), ale tekściarz Michel Vaucaire przekształcił ją w pean odnoszący się do ludzkiego ducha i pokrzepiającej siły miłości.
24 października 1960 roku Vaucaire i Dumont przybyli do mieszkającej przy boulevard Lannes artystki i zaprezentowali jej piosenkę. Piaf, która była wówczas wycieńczona alkoholem, narkotykami i licznymi romansami, w wieku 44 lat zakończyła karierę. Odrzucała wszystkie propozycje by powrócić na scenę. Pogardziła też Dumontem, którego odprawiła mówiąc o nim (wg Dumonta): „mechaniczny kompozytor pozbawiony wielkiego talentu, ktoś kto napisał mierne numery dla połowy tuzina piosenkarzy”. Kiedy w końcu Piaf zgodziła się ostatecznie spotkać z twórcami późniejszego przeboju, powiedziała im: „odsłucham tylko jednej piosenki. Tylko jednej”. Mimo że kompozytor zdawał sobie sprawę, że piosenkarka odrzuci ich utwór, usiadł przy fortepianie, zagrał na nim i głośno zaśpiewał „Non, je ne regrette rien”. Zapadła cisza, i po chwili Piaf odrzekła: „Zagraj to raz jeszcze”. Kiedy skończył, Piaf zapytała go w szorstki sposób: „czy to ty naprawdę napisałeś tę piosenkę? Ty?”. Wzruszył ramionami i odpowiedział, że to on jest autorem. Wtedy powiedziała: „ta piosenka podbije świat”.
Piaf wróciła z emerytury i w listopadzie 1960 roku zaśpiewała „Non, je ne regrette rien” we francuskiej telewizji. 29 grudnia piosenka była główną atrakcją jej powrotnego koncertu galowego w sali koncertowej Olympia w Paryżu. Wszystkie bilety na występ zostały sprzedane, co uratowało tę salę koncertową przed bankructwem. Piosenkę wydano na płycie w styczniu 1961 roku. W dwa dni sprzedano więcej niż 100 000 kopii, a przed końcem roku ponad milion egzemplarzy znalazło nabywców.
W czasie wojny algierskiej Piaf swoją wersję utworu zadedykowała Legii Cudzoziemskiej.

## Wykonawcy utworu w innych wersjach językowych
- 1961: Dalida – „No me puedo quejar” (hiszpański)[4]
- 1961: Anita Lindblom – „Nej, jag ångrar ingenting” (szwedzki)[12]
- 1962: Tereza Kesovija – „Ne oplakujem” (chorwacki)[13]
- 1964: Ana Štefok – „Ne oplakujem” (chorwacki)[14]
- 1964: Lola Novaković – „Ne, ne žalim ni za čim” (serbski)[15]
- 1966: Gun Sjöberg – „Nej, jag ångrar ingenting” (szwedzki)[16]
- 2003: Světlana Nálepková – „Nelituj” (czeski)[17]

## Wykorzystanie piosenki
Filmy
- 1988: Byki z Durham[18]
- 1998: Babe: Świnka w mieście[19]
- 2003: Marzyciele (reż. Bernardo Bertolucci)[20]
- 2005: Okrucieństwo nie do przyjęcia (reż. Joel i Ethan Coenowie)[21]
- 2005: Szeregowiec Dolot[22]
- 2007: Niczego nie żałuję – Edith Piaf[23]
- 2010: Incepcja[24][25]
- 2012: Madagaskar 3
- 2022: Wednesday